# Кроль на спині
Кроль на спи́ні, також пла́вання на спи́ні,  — стиль плавання на спині, який візуально подібний до кролю (руки здійснюють гребки поперемінно, а ноги здійснюють поперемінне безперервне підняття/опускання), але має такі відмінності: людина пливе на спині, а не на животі, і пронесення над водою виконує прямою рукою, а не зігнутою, як у кролі. Третій за швидкістю плавання стиль. Особливість цього способу це те, що людині не треба видихати у воду, оскільки її обличчя перебуває на поверхні води.